# 清华大学马克思主义学院
清华大学马克思主义学院，简称清华马院、清马，是清华大学的一个直属学院，研究马克思主义思想政治理论，同时主管全校本科生、硕士生和博士生思想政治理论课的改革与建设。

## 历史
- 1987年，清华大学开始招收马克思主义理论学科的研究生。
- 1990年，成为硕士学位授权点。
- 1996年，成为博士学位授权点。
- 2006年1月，批准为马克思主义理论博士学位授权一级学科。
- 2007年，批准为马克思主义理论一级学科博士后科研流动站。
- 2008年7月，经2007～2008学年度第26次校务会议讨论，决定成立马克思主义学院，英文名称School of Marxism，Tsinghua University，英文缩写SMARX。同时撤销马克思主义研究中心建制。

## 机构
- 清华大学高校德育研究中心（成立于1999年12月）
- 北京高校思想政治理论课教师研修基地